# NGC 2328
NGC 2328 (другие обозначения — ESO 309-16, MCG -7-15-2, IRAS07010-4159, PGC 20046) — галактика в созвездии Корма.
Этот объект входит в число перечисленных в оригинальной редакции «Нового общего каталога».
Звёздные скопления в этой галактике расположены в плотном ядерном кольце звёздообразования. Они формируются в околоядерной среде и очень молоды, им менее 30 миллионов лет.